# 匯川技術
匯川技術是一家中國的自動化技術公司，於2003年在深圳成立，2010年在深圳A股創業版上市，在蘇州設有分公司。
匯川技術產品有可编程逻辑控制器、變頻器、伺服驅動器等工業控制產品，以及新能源、汽車電子等相關產品，是2014年中國變頻器上市公司中盈利最佳的公司，也是2014年国家火炬计划重点高新技术企业。

## 延伸閱讀
- 华为和艾默生：是谁成就了今天的汇川变频器？？ （页面存档备份，存于）